# 杨啸枫
杨啸枫（1963年—），男，汉族，成都人。1983年入伍，1987年入党，毕业于解放军艺术学院戏剧系，大学本科学历。副师职干部，高级职称，国家二级演员。四川省戏剧家协会会员、四川省电视艺术家协会会员。历任成都军区战旗话剧团演员队演员，学员队专业教员，演员队代理队长、队长、书记、及成都军区战旗文工团话剧队队长兼书记、队长，曾荣立个人三等功三次，多次受到上级嘉奖，2000年以来，所领导的原战旗话剧团演员队、文工团话剧队两次被上级荣记集体三等功，并被军区评为政治部“基层建设先进单位”。
曾荣获“曹禺戏剧文学奖”，第五届“文华新剧目奖”，第四届中国戏剧节演出奖，国家“五个一”工程奖，2002年全军新剧目展演“优秀剧目奖”；个人曾获全军第六届文艺汇演表演三等奖，西南戏剧节优秀表演奖，全军第九届文艺汇演表演一等奖。2011年获四川第二届文华奖“表演奖”。参加了近百部影视剧拍摄。

## 主要话剧作品
- 《结伴同行》（主演兼副导演、音乐编辑）
- 《空港故事》（主演兼副导演、音乐编辑）
- 《我在天堂等你》（舞台总监）
- 《生命高度》（男一号）
- 《情满玉树》（男一号）